# Транснациональные репрессии
Транснациональные репрессии — тип политических репрессий, осуществляемых государством за пределами его границ. Такие репрессии часто включают в себя преследование политических диссидентов или критически настроенных членов диаспор за рубежом и могут принимать формы убийств и/или насильственных исчезновений граждан, среди прочего. Freedom House задокументировала их рост во всем мире в последние годы. Инциденты, которые происходят в Соединенных Штатах, расследовались такими агентствами, как ФБР.
Специалист по международным отношениям Лори Брэнд утверждает, что автократии сталкиваются с определенными проблемами и возможностями в международной сфере, которые влияют на авторитарные практики. В частности, рост транснационализма и практик, выходящих за рамки национальных границ, побудил автократии разрабатывать стратегии, направленные на управление миграцией своих граждан. По словам политолога Герасимоса Цурапаса, глобальные автократии используют сложные стратегии транснациональных репрессий, легитимации и кооптации, а также сотрудничества с негосударственными субъектами. Страны с более прочной демократией гораздо менее склонны к транснациональным репрессиям. Некоторые из этих стран подвергались критике за то, что они не предпринимали достаточных мер для защиты иностранных граждан, проживающих в их странах. Сотрудничество между странами было более распространено, когда у двух стран были тесные экономические связи.
The New York Times сообщила, что частота случаев транснациональных репрессий во всем мире, по-видимому, увеличивается с 2024 года, отчасти из-за того, что некоторые авторитарные правительства реагируют на то, как глобализация и интернет позволяют больше общаться между странами. Хотя этот термин относительно новый, такие репрессивные действия документируются уже десятилетиями. По данным Freedom House, по состоянию на январь 2025 года Китайская Народная Республика была самой активной страной, занимающейся транснациональными репрессиями.

## Типология транснациональных репрессий
Социолог Дана М. Мосс, которая ввела термин «транснациональные репрессии» в 2016 году, разделила репрессии на шесть типов:
| Убийство                    | Убийства или покушения на убийство диссидентов за рубежом, совершённые агентами или доверенными лицами режима.                                                           |
| Угрозы                      | Устные или письменные предупреждения, адресованные членам диаспоры, включая вызов должностными лицами режима в свои посольства для вынесения предупреждения.             |
| Слежка                      | Сбор и отправка информации о соотечественниках в аппарат государственной безопасности сетями информаторов, состоящими из агентов режима, сторонников и принужденных лиц. |
| Изгнание                    | Прямое и косвенное изгнание диссидентов из родной страны, в том числе под угрозой ограничения свободы и причинения физического вреда.                                    |
| Лишение стипендий           | Лишение студентов государственных льгот за отказ участвовать в предписанных режимом мероприятиях или организациях за рубежом.                                            |
| Наказание через посредников | Преследование, физическое лишение свободы и/или нанесение телесных повреждений оставшимся на родине родственникам диссидентов как средство сбора информации и возмездия. |

## Правительства, применяющие транснациональные репрессии
По данным Freedom House, к 2024 году около 44 стран были задокументированы как совершающие транснациональные репрессии. Организация отметила, что это стало более распространенной практикой во всем мире. По состоянию на 2023 год Китай был страной, наиболее активно участвующей в транснациональных репрессиях со значительным отрывом. По данным Freedom House, наиболее активными субъектами, участвовавшими в транснациональных репрессиях после Китая в 2014-2023 годах, были правительства Турции, Египта, Таджикистана, России и Узбекистана. Другие страны, вызывающие беспокойство, включали Иран, Индию, Пакистан, Руанду и Саудовскую Аравию.
В отчете Human Rights Watch за 2024 год задокументировано 75 случаев в период с 2009 по 2024 год, которые были совершены более чем двумя десятками правительств, включая Алжир, Бахрейн, Беларусь, Камбоджу, Эфиопию, Казахстан, Южный Судан, Таиланд, Туркменистан и ОАЭ.
Страны с более прочной демократией гораздо менее склонны к транснациональным репрессиям. Некоторые из них подвергались критике за то, что не делали достаточно для защиты иностранных граждан или людей из диаспор, проживающих в их странах. Сотрудничество между странами было более распространено, когда две страны имели тесные экономические связи. Парламентская ассамблея Совета Европы приняла резолюцию 1 октября 2024 года, которая защищала Джулиана Ассанжа за его журналистскую работу и подтвердила свое осуждение всех форм и практик транснациональных репрессий.

### Беларусь
Во время брифинга Совета Безопасности ООН в октябре 2022 года по докладу ИКАО о перенаправлении Беларусью рейса 4978 авиакомпании Ryanair, после приземления которого оппозиционный активист и журналист Роман Протасевич и его подруга София Сапега были арестованы белорусскими властями, посол США в ООН по специальным политическим вопросам Джеффри ДеЛаурентис охарактеризовал этот акт как нарушение международного авиационного права и транснациональные репрессии. Миссия США при Организации по безопасности и сотрудничеству в Европе также выступила с заявлением от имени своей страны, а также Канады и Соединенного Королевства, назвав перенаправление «вопиющим актом транснациональных репрессий».

### Китай
Центр американского прогресса в 2022 году сообщил, что некоторые из наиболее заметных транснациональных репрессивных усилий правительства Китайской Народной Республики, такие как исчезновения Causeway Bay Books, координировались Министерством общественной безопасности КНР (МОБ). В докладе содержался призыв к инициативам по лучшему пониманию деятельности МОБ КНР за рубежом.
В июле 2023 года Государственный департамент США классифицировал вознаграждения полиции Гонконга за восемь известных диссидентов, проживающих за рубежом, как пример «транснациональных репрессивных усилий».
В апреле 2023 года Министерство юстиции США предъявило обвинения китайским оперативникам в преступлениях, связанных с транснациональной репрессивной кампанией с использованием зарубежной станции обслуживания китайской полиции в Манхэттене. После предъявления обвинений ФБР заявило, что увидело «переломный момент в тактике и инструментах, а также в уровне риска и уровне угрозы» в транснациональных репрессиях.
В марте 2022 года госсекретарь США Энтони Блинкен охарактеризовал попытки китайского правительства заставить замолчать уйгурских активистов за пределами своих границ как часть кампании транснациональных репрессий. В докладе за 2023 год, опубликованном Университетом Шеффилда, содержался призыв к более активному использованию законодательства Магнитского в ответ на транснациональные репрессии уйгурской диаспоры. По словам некоторых уйгурских изгнанников, эти репрессии усилились в 2024 году.
В 2023 году The Washington Post сообщила, что Китай поддерживал жестоких контрпротестующих, которые пытались заставить замолчать критику Си Цзиньпина на саммите АТЭС в 2023 в Сан-Франциско. Организация Индекс цензуры описала попытки китайского правительства подвергнуть цензуре зарубежные выставки художника и мультипликатора Бадюкао как пример транснациональных репрессий.
По состоянию на 2024 год китайские студенты, обучающиеся за рубежом и занимающиеся политической деятельностью против режима, подвергались преследованиям и возмездию напрямую или через членов семьи, проживающих в Китае.

### Египет
В докладе некоммерческой организации Freedom Initiative Мохамеда Солтана говорится, что Египет стал «... более инновационным и смелым» в проведении актов транснациональных репрессий. Действия включают в себя преследование диссидентов в Соединенных Штатах.

### Индия
В 2023 году Коалиция сикхов направила правительству Соединенных Штатов письмо с предупреждением об индийских транснациональных репрессиях и растущих угрозах со стороны индуистских националистов в США после убийства в Канаде гражданина Канады Хардипа Сингха Ниджара. Канадское правительство расследует то, что оно назвало «достоверными утверждениями о потенциальной связи» смерти Ниджара с индийским правительством.

### Иран
9 ноября 2023 года бывший вице-президент Европейского парламента Алехо Видаль-Квадрас был застрелен в лицо в Мадриде, Испания, после чего он выжил. Иран подозревался в причастности к покушению, и нападение было описано как акт транснациональных репрессий, в том числе Европейским парламентом. В пресс-релизе Министерства финансов США говорилось, что: «Министерство информации и национальной безопасности Ирана и иранский Корпус стражей исламской революции (КСИР) уже давно преследуют предполагаемых противников режима в актах транснациональных репрессий за пределами Ирана, и в последние годы режим усилил эту практику». Freedom House также включила план похищения журналистки Масих Алинежад в тактику транснациональных репрессий Ирана.

### Россия
По состоянию на 2024 год Россия сосредоточила свои репрессии на антивоенных и других политических активистах, а также на журналистах; она входит в число самых активных виновников транснациональных репрессий в мире. История транснациональных репрессий предпринимаемых Россией тянется издавна: первые случаи задокументированы во времена царских режимов.

### Саудовская Аравия
В отчете некоммерческой организации Freedom Initiative, написанном Мохамедом Солтаном, говорится, что, как и Египет, Саудовская Аравия стала «... более инновационной и смелой» в осуществлении актов транснациональных репрессий. По состоянию на 2024 год The Guardian назвала Саудовскую Аравию одним из главных виновников транснациональных репрессий в мире.

### Турция
В июне 2023 года Парламентская ассамблея Совета Европы заявила, что неспособность Турции ратифицировать заявку Швеции на членство в НАТО является частью ее кампании транснациональных репрессий. Она призвала Турцию прекратить запугивание журналиста в вынужденном изгнании Бюлента Кенеша и признать и уважать решение Верховного суда Швеции не выдавать его.

### Соединенные Штаты Америки
В 2011 году Соединенные Штаты убили граждан США Анвара аль-Авлаки и Самира Хана в Йемене по подозрению в их связях с «Аль-Каидой». 16-летний сын аль-Авлаки Абдулрахман, также гражданин США, был убит в результате отдельного удара несколько недель спустя. Вопрос о внесудебном убийстве граждан США, а также об их бессрочном содержании под стражей в военных органах обсуждался учеными-конституционалистами и судьями, при этом ключевым пунктом спора была сложность обоснованного обозначения граждан США в качестве вражеских комбатантов из-за неопределенного характера войны с террором. Сторонники убийства и внесудебного задержания граждан США в войне с террором утверждают, что расширение президентских военных полномочий в AUMF 2001 года и последующие судебные дела США, такие как Хамди против Рамсфелда, делают эти действия законными в соответствии с законодательством США, в то время как критики, такие как Норман Поллак, утверждают, что секретность войны с использованием беспилотников делает невозможным для тех, у кого нет доступа к секретным разведданным, адекватно судить об этичности и законности убийств за рубежом.
Дж. Д. Туккилле назвал приземление самолета Эво Моралеса над Европой примером попытки США и их союзников осуществить транснациональные репрессии против Эдварда Сноудена.

## Меры защиты

### Соединенные Штаты Америки
В декабре 2021 года США приняли Закон об ответственности и предотвращении транснациональных репрессий (TRAP) в рамках Закона о национальной обороне на 2022 финансовый год. Закон направлен на борьбу со злоупотреблением уведомлениями Интерпола.
В марте 2023 года двухпартийная группа сенаторов США представила Закон о политике транснациональных репрессий. Предлагаемый закон обяжет Разведывательное сообщество США выявлять и обмениваться информацией о лицах, совершающих транснациональные репрессии и действующих в Соединенных Штатах. В октябре 2023 года Счетная палата США сообщила, что в США нет адекватных законов для борьбы с актами транснациональных репрессий.

## Другие источники
- Отчёт  Freedom House (включая визуальные карты)
- Transnational Repression in the Age of Globalization (2024), Сайпира Фюрстенберг и Дана Мосс
- Applebaum, Anne (15 ноября 2021). The Bad Guys Are Winning. The Atlantic (англ.). ISSN 2151-9463. Дата обращения: 18 ноября 2024.

## External links
- Статьи о транснациональных репрессиях от Coda Story, The Guardian